# Grigol Dzjomartidzestadion
Het Grigol Dzjomartidzestadion is een voetbalstadion in de Georgische stad Chasjoeri. In het stadion speelt FK Iveria Chasjoeri haar thuiswedstrijden.